# Dirka po Franciji 1980
| Mesto | Ime               | Država      | Ekipa            | Čas          |
| ----- | ----------------- | ----------- | ---------------- | ------------ |
| 1     | Joop Zoetemelk    | Nizozemska  | Ti-Raleigh       | 109h 19' 14" |
| 2     | Hennie Kuiper     | Nizozemska  | Peugeot          | 6' 55"       |
| 3     | Raymond Martin    | Francija    | Miko-Mercier     | 7' 56"       |
| 4     | Johan de Muynck   | Belgija     | Splendor-Admiral | 12' 24"      |
| 5     | Joaquim Agostinho | Portugalska | Puch-Sem         | 15' 37"      |
| 6     | Christian Sezneč  | Francija    | Miko-Mercier     | 16' 16"      |
| 7     | Sven-Ake Nilsson  | Švica       | Miko-Mercier     | 16' 33"      |
| 8     | Ludo Peeters      | Belgija     | Ijsboerkei       | 20' 45"      |
| 9     | Pierro Bazzo      | Francija    | La Redoute       | 21' 03"      |
| 10    | Henk Lubberding   | Nizozemska  | Ti-Raleigh       | 21' 10"      |

Dirka po Franciji 1980 je bila 67. dirka po Franciji, ki je potekala leta 1980.

## Pregled
| Kategorije                          | Podatki                    |
| ----------------------------------- | -------------------------- |
| Začetek-konec                       | Frankfurt na Majni - Pariz |
| Dolžina (km)                        | 3.946                      |
| Število etap                        | 22                         |
| Povprečna hitrost zmagovalca (km/h) | 35,144                     |
| Kolesarjev                          | 130                        |
| Tekmo končalo                       | 85                         |